# Marie von Nassau

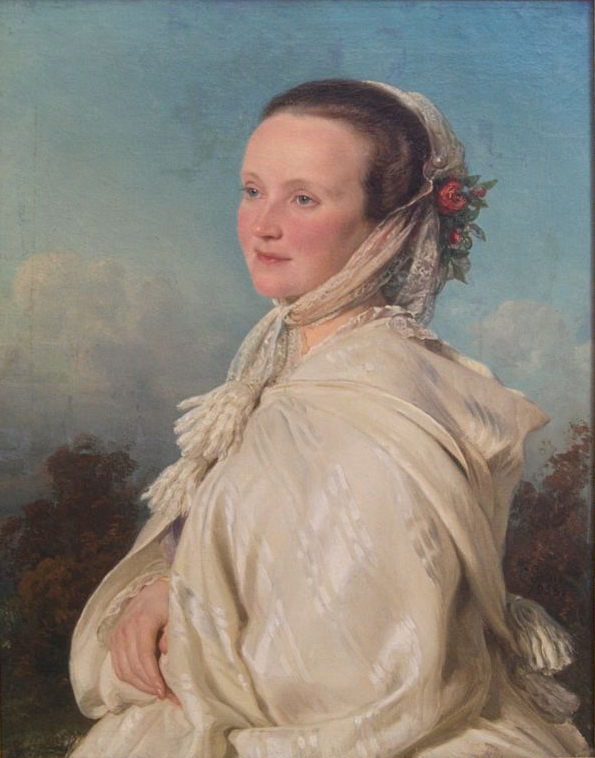
Marie von Nassau, Fürstin zu Wied, 1858 gemalt von Karl Ferdinand Sohn

Prinzessin Marie Wilhelmine Friederike Elisabeth von Nassau (* 29. Januar 1825 in Biebrich, Herzogtum Nassau; † 24. März 1902 in Neuwied, Herzogtum Nassau), ⚰ Fürstlicher Familienfriedhof Monrepos (Neuwied). Sie war Mutter von Prinzessin Elisabeth zu Wied, Königin von Rumänien.

## Leben
Maries war das achte Kind und vierte Tochter von Wilhelm I. von Nassau (1792–1839) und seiner ersten Frau, Prinzessin Luise von Sachsen-Hildburghausen (1794–1825), Tochter von Friedrich, Herzog von Sachsen-Hildburghausen, später Sachsen-Altenburg.
Weil ihr Vater den großen Korsen Napoleon Bonaparte bewunderte, hatte Prinzessin Marie bis zum fünften Lebensjahr nur Französisch sprechen gelernt. Für ihr ganzes Leben prägend war ihre Erzieherin Fanny Lavater, unter dessen Obhut auch bis zu ihrem 13. Lebensjahr Elisabeth Prinzessin zu Wied stand. Infolge eines Missverständnisses entließ Maries Vater sie. Aber Marie holte Fanny nach ihrer Heirat als ihre Vertraute zu sich. Auf Fannys Grabstein, der noch heute neben der evangelischen Kirche in Niederbieber steht, ließ Fürstin Marie einmeißeln:

„„Der treuen Hüterin ihrer Kindheit, der weisen Leiterin ihrer Jugend, der liebenden Begleiterin ihres Alters in tiefer Dankbarkeit gewidmet.““

1842 vermählte sich die junge, sehr hübsche Prinzessin Marie von Nassau 17-jährig mit Hermann Fürst zu Wied. Obwohl seine Verwandten wegen der schlechten finanziellen Lage des Hauses Wied lieber eine „bessere Partie“ gesehen hätten, soll Hermann gesagt haben, nachdem er sie kennengelernt hatte, „Die oder keine“. Es war trotzdem eine nicht selbstverständliche Verbindung, denn Nassau hatte kurz zuvor fest auf der Seite Napoleons gestanden und konnte sich daher die Grafschaft Wied für fast ein Jahrzehnt einverleiben.
Schon in jungen Jahren führten Fürstin Marie und ihr Gemahl Fürst Hermann ein gastfreundliches Haus, in dem sich zahlreiche Besucher einfanden. Die Residenzen Neuwied und Monrepos entwickelten sich zu geistigen und kulturellen Zentren im Rheinland. Den Mittelpunkt des wiedischen Hofes bildete die Fürstin, von ihren Zeitgenossen als „einflussreichste Frau im ganzen Rheinland“ bezeichnet.
Bereits nach kurzer Zeit machten Verwandte, Freunde, Nachbarn, Durchreisende der Fürstin ihre Aufwartung zu einem Höflichkeitsbesuch oder blieben für mehrere Tage als Gast. „Ihre Gastfreundschaft war fast unbegrenzt“ berichtet eine Zeitzeugin. Zahlreiche Eintragungen im Gästebuch weisen Persönlichkeiten aus den verschiedenen gesellschaftlichen Kreisen auf. Neben Königinnen oder Prinzen aus dem In- und Ausland finden wir Bürger Neuwieds, Künstler aus Düsseldorf, Professoren aus Bonn, aber auch die zahlreichen Pflegekinder, die bei der Fürstin Heilung von ihren Krankheiten fanden.
Aber Schicksalsschläge trübten das Glück. An seinem unheilbaren Leiden starb Sohn Prinz Otto schon im jugendlichen Alter von 11 Jahren. Er wurde auf dem neu geschaffenen Fürstenfriedhof am Waldrand von Monrepos beigesetzt. Zum Andenken an ihn stiftete Fürstin Marie das dem städtischen Krankenhaus des Vaterländischen Frauenvereins angeschlossene „Ottohaus“ in Neuwied. Es diente zunächst als Isolierhaus des Krankenhauses und später als Waisenhaus. Schon der Bau des Krankenhauses, das 1855 eingeweiht wurde, hatte ihre wohlwollenste Unterstützung erfahren. Die Fürstin, selbst wegen einer Lähmung ihres Beines auf einen Rollstuhl angewiesen, konnte Ottos Tod bis an ihr Lebensende nicht verwinden. Auch das Lungenleiden ihres Gatten, das er sich im Militärdienst zugezogen hatte, verschlimmerte sich.
Fürstin Marie ließ sich in der Nähe von Schloss Monrepos ihren Witwensitz, das inzwischen abgerissene „Segenhaus“ errichten. Die Pläne hierfür entwarf sie selbst. 1872 konnte sie die im Stil der italienischen Renaissance errichtete Villa beziehen.
Laut der deutschen Schriftstellerin Marie von Bunsen (1860–1941) soll Fürstin Marie eine Beziehung zu dem badischen Politiker und guten Freund des Hauses Wied Franz Freiherr von Roggenbach (* 23. März 1825; † 25. Mai 1907) gehabt haben und ihn sogar nach dem Tod ihres Ehemannes († 1864) in morganatischer Ehe geheiratet haben.

## Familie
Marie heiratete am 20. Juni 1842 in Biebrich den politisch liberal gesinnten Hermann Fürst zu Wied (* 22. Mai 1814; † 5. März 1864), ältester Sohn von Fürst Johann August Karl zu Wied (* 26. Mai 1779; † 21. April 1836) und Prinzessin Sofie August zu Solms-Braunfels (* 24. Februar 1796; † 23. Januar 1855). Aus dieser Verbindung gingen drei Kinder hervor:
- Prinzessin Elisabeth zu Wied (* 29. Dezember 1843 auf Schloss Monrepos (Neuwied) – † 2. März 1916 in Bukarest), ⚭ 1869 Karl I. König von Rumänien (* 20. April 1839 in Sigmaringen; † 10. Oktober 1914 auf Schloss Peleș in Sinaia). Elisabeth war somit Königin von Rumänien.
- Wilhelm, Fürst zu Wied (* 22. August 1845; † 22. Oktober 1907), ⚭ 1871 Marie Prinzessin von Oranien-Nassau (* 5. Juli 1841; † 22. Juni 1910)
- Otto zu Wied (* 22. November 1850; † 18. Februar 1862)

Aus zweiter Ehe ihres Vaters mit Pauline Prinzessin von Württemberg (* 25. Februar 1810; † 7. Juli 1856) entstammen ihre Halbgeschwister, u. a.:
- Helene von Nassau (12. August 1831; 27. Oktober 1888), ⚭ 1853 George Victor Fürst zu Waldeck und Pyrmont (* 14. Januar 1831; † 12. Mai 1893)
- Nikolaus Wilhelm Prinz zu Nassau (* 20. September 1832; † 17. September 1905) Preußischer Generalmajor, ⚭ 1868 Natalia Alexandrowna Puschkin Gräfin von Merenberg (* 4. Juni 1836; † 23. März 1913)
- Sophia von Nassau (* 9. Juli 1836; † 31. Dezember 1913), ⚭ Oscar II. König von Schweden (* 21. Januar 1829; † 8. Dezember 1913). Sophia war somit Königin von Schweden und Norwegen.

Ihre Geschwister waren u. a.:
- Therese Herzogin von Oldenburg (* 17. April 1815; † 8. Dezember 1871) ⚭ 1837 Peter Prinz von Oldenburg (* 26. August 1812; † 14. Mai 1881)
- Adolphe Großherzog von Luxemburg (* 24. Juli 1817; † 17. November 1905) ⚭ 1844 Elisabeth Michailowna Romanowa (* 26. Mai 1826; † 28. Januar 1845)